# Cég (A szökés)
A Cég egy kitalált szervezet A szökés c. televíziósorozatban.
Ennek a titkos cégnek befolyása van az USA gazdaságának alakulásában, melyet törvénytelen eszközökkel ér el.

## A Cég munkatársai
- Jonathan Krantz tábornok: A Cég legfelsőbb vezetője. Bill Kim főnöke volt addig, amíg Sara Tancredi le nem lőtte Bill Kimet. A második évadban szinte mindig csak egy jegyzettömbre írta a mondanivalóját, nehogy le tudják hallgatni. Az évad végétől viszont már nem használja ezt, mindenkivel beszél.
- Samantha Brinker: Az első évadban szerepelt, azóta nem lehet tudni, mi történt vele. A Cég és az akkori alelnök, Caroline Reynolds közötti kapcsolatot tartja fent. Valószínűleg a ranglétra közepén állhat, míg Quinn a beosztottja, addig a főnökei felé jelentéseket tesz.
- Jane Phillips: A Cég egykori munkatársa, Aldo Burrowsszal együtt most már a Cég ellen szövetkeztek, vigyázott L. J.-re
- Aldo Burrows: Szintén egy volt munkatárs, Lincoln apja, és a Cégből való kilépése miatt akarták Lincoln Burrowsra rákenni a gyilkosságot, és elérni számára a halálbüntetést.
- Bill Kim
- Quinn
- Gretchen Morgan
- Elliott Pike
- Wyatt Mathewson
- Jasper Potts
- Erol Tabak: Lisa Tabak férje
- James Whistler

### Scylla kártyaőrök
- Jonathan Krantz tábornok
- Stuart Tuxhorn, pozíciója ismeretlen
- Lisa Tabak, a Scylla áthelyezését vezeti
- Griffin Oren, a Cégen kívül még a Nemzetbiztonsági Hivatalnak is munkatársa
- Nathaniel Edison, pozíciója ismeretlen
- Howard Scuderi